# Kripenski
Kripenski (en ucraniano: Кріпенський, romanizado: Kripenskyi; en ruso: Крепенский, romanizado: Krepenski) es un asentamiento urbano ucraniano perteneciente al óblast de Lugansk. Situado en el este del país, hasta 2020 era parte del área municipal de Antratsit, pero hoy es parte del raión de Rovenki y del municipio (hromada) de Antratsit.
El asentamiento se encuentra ocupado por Rusia desde la guerra del Dombás, siendo administrado como parte de la de facto República Popular de Lugansk y luego ilegalmente integrado en Rusia como parte de la República Popular de Lugansk rusa.

## Geografía
Kripenski está a orillas del río Kripenka, 5 km al sureste de Antratsit y 58 km al sur de Lugansk.

## Historia
Kripenski surge de un asentamiento de mineros para los pozos de carbón circundantes, cuyo el nombre deriva de la aldea occidental de Malo-Kripenski (en ucraniano: Мало-Кріпенський), fundada en 1777. 
El pueblo fue elevado a un asentamiento de tipo urbano en 1938.
En 2014, durante la guerra del Dombás, los separatistas prorrusos tomaron el control de Kripenski y desde entonces está controlado por la autoproclamada República Popular de Lugansk.

## Demografía
La evolución de la población entre 1989 y 2022 fue la siguiente:
| 9049                                                          | 6941 | 6870 | 6774 | 6713 |
| (Fuente: Cities & Towns of Ukraine y UKRAINE: Größere Städte) |      |      |      |      |

Según el censo de 2001, la lengua materna de la mayoría de los habitantes, el 75,72%, es el ruso; del 23,94% es el ucraniano.

## Economía
En el territorio del pueblo está la mina de carbón Partizanskaya.